# Birgitta Werner-Johansson
Birgitta Margareta Johansson, född Werner, född 21 juni 1933 i Stockholm, är en svensk textilkonstnär.
1953 examinerades Werner-Johansson från Konstfacks textillinje. Hon genomförde sin praktik på Handarbetets vänner och hos Östergötlands läns hemslöjdsförening. Efter examen fick hon fast anställning som textilkonstnär på Östergötlands läns hemslöjdsförening, där hon arbetade under nästan tio år. Hon formgav framförallt mönster till ryor, kyrkotextilier och broderier. Hon har även formgivit mönster för bland annat kuddfodral.Hon har även formgivit en stickad tröja som finns återgiven i Östgötakoftor: stickat kulturarv från 1940-tal.
Werner-Johansson har bland annat ställts ut vid Norrköpings stadsmuseum.